# Ngôn ngữ máy tính
Trong khoa học máy tính, ngôn ngữ máy tính là hệ thống giao tiếp với máy tính. Các ngôn ngữ như vậy được sử dụng để tạo mã máy tính hoặc mã chương trình, tập hợp các hướng dẫn tạo thành một chương trình máy tính được thực hiện bởi máy tính. Ngôn ngữ máy tính là một trong hai thành phần của phần mềm chạy trên phần cứng máy tính, phần còn lại là dữ liệu.
Máy tính chỉ có thể thực thi các lệnh mã máy là một phần của kiến trúc tập lệnh. Bởi vì những hướng dẫn này rất khó để con người đọc và viết các chương trình phức tạp bằng mã máy hoặc các ngôn ngữ lập trình cấp thấp khác là một công việc tốn thời gian, hầu hết các lập trình viên viết mã nguồn của họ bằng ngôn ngữ lập trình bậc cao. Mã nguồn này được dịch sang mã máy bởi trình biên dịch hoặc trình thông dịch, để máy tính có thể thực thi nó để thực hiện các tác vụ của nó. Trình biên dịch tạo mã đối tượng thường bằng ngôn ngữ máy, nhưng cũng có thể ở ngôn ngữ trung gian ở mức thấp hơn nguồn. Một hệ thống thời gian chạy thường được sử dụng để thực thi mã đối tượng bằng cách liên kết nó với các thư viện thường được sử dụng. Bytecode là một mức nguồn thấp hơn được thiết kế để phiên dịch hiệu quả hơn bởi các phiên dịch viên.